# صناعة الإلكترونيات

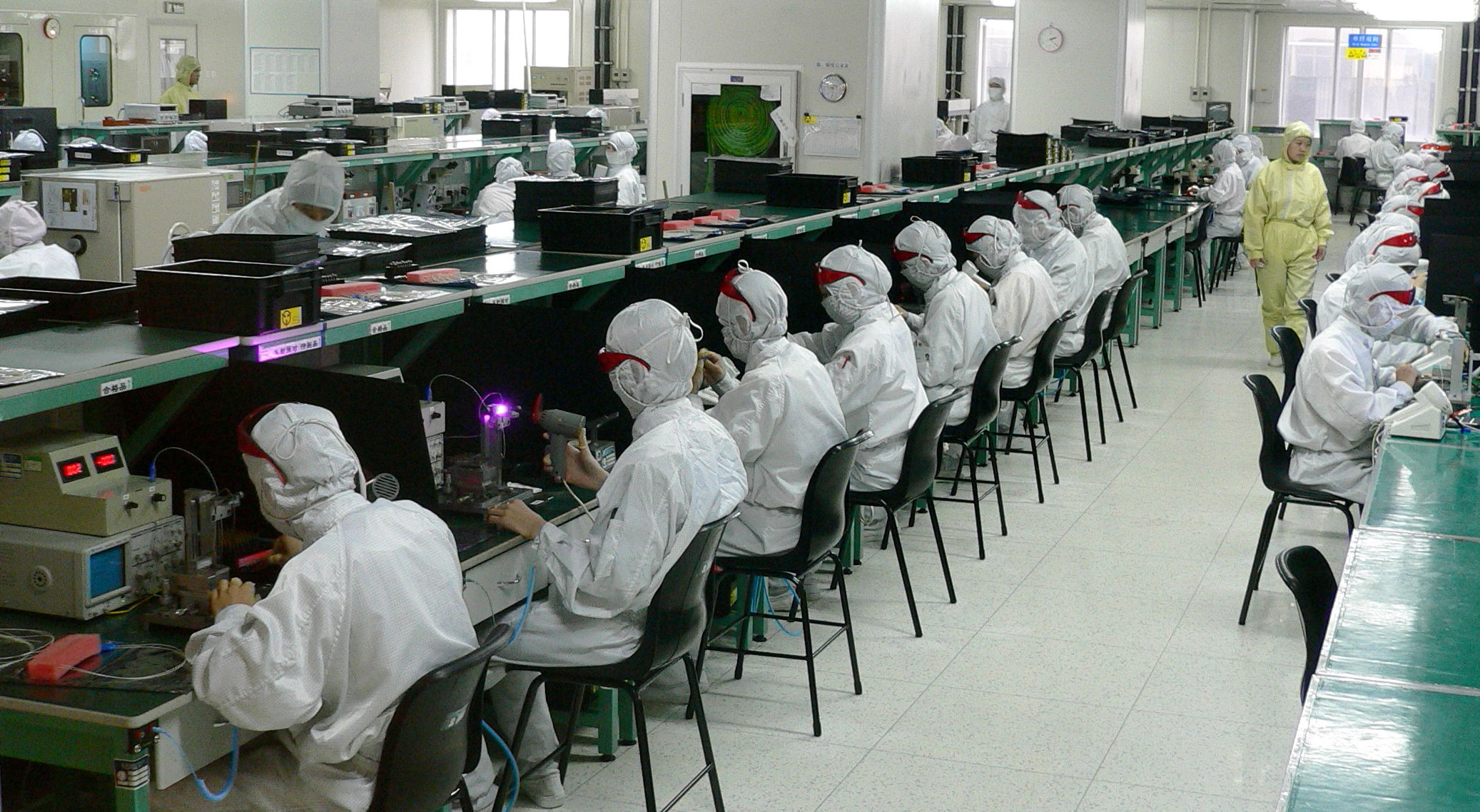
عمال في مصنع إلكترونيات في مدينة شنجن الصينية

صناعة الإلكترونيات هو مصطلح انتشر منذ منتصف القرن العشرين للإشارة إلى التزايد المستمر في صناعة الإلكترونيات الاستهلاكية، التي أصبحت من الصناعات العالمية المربحة التي تستقطب استثمارات بمليارات الدولارات.
كانت صناعة أجهزة الفونوغراف من أولى صناعات الأجهزة؛ وكذلك صناعة الصمامات المفرغة التي كانت وقتها مكوناً إلكترونياً أساسياً.